# Iváncsa
Iváncsa község Fejér vármegyében, a Dunaújvárosi járásban.

## Fekvése
Fejér vármegye középső részén fekvő – külterülete alapján – Duna menti település. 
Budapest 51, Százhalombatta 23, Velence és Baracska 19-19, Ercsi 15, Adony pedig 6 kilométer távolságra található.
Megállóhelye a település központjától körülbelül 3 kilométerre van a Budapest–Pusztaszabolcs-vasútvonalon, Beloiannisz és Besnyő közigazgatási határa közelében, de beloianniszi területen.
Nyugatról az M6-os autópályán, keletről a „régi” 6-os úton közelíthető meg, mindkét irányból a 6205-ös úton. Közigazgatási területének délnyugati részén elhalad az Adony–Velence közti 6207-es út is, illetve a déli határszélén indul, utóbbiból kiágazva a Sárosdon és Sárkeresztúron át Kálozig vezető 6209-es út.
Az adonyi Duna-part és öböl miatt turisztikai szempontból is felértékelődik a terület (biciklizés, kenuzás, horgászás). Közelében terülnek el a híres Cikolai (Líviai) halastavak.

## Története
Iváncsa és környéke ősidők óta lakott helynek számít. Területén bronzkori, római kori, avar- és honfoglalás korából származó leletek sokasága került felszínre.
Több évezredes múltja a bronzkorig tárul fel előttünk. A Krisztus előtti 2. évezredben a középső bronzkorban a Vatya-kultúra népe lakta. Elsősorban a vízjárta területek partjain emelkedő fennsíkokat szállták meg, így nem meglepő, hogy az iváncsai párkányzaton is otthont találtak.
Tompa Ferenc neves ősrégész 1935-ben öt urnasírt tár fel, de hasonló leletek a község egész területén előfordultak. Ezek között a legbecsesebb egy díszes, felfüggeszthető edényke, mely emberi alakot formáz, két lábon áll.
A rómaiak emlékét őrzi a határvonal – a limes. A mai 6-os műút közelében épült az eszéki országút. A 3. századból való két mérföldkő, az Aquincumtól mért 34 római mérföldet jelölték. Iváncsa határában a „Fok és a Malom út felező útján” Marosi Arnold feltárt egy 4×4 méter alapterületű római épületet, egy őrtorony maradványát.
A népvándorlás koráról egy avar lovasvezér gazdag sírlelete tanúskodik.
A honfoglalás, államalapítás korában királyi birtok.
Nevét az oklevelek 1290-ben említik először, Iwanch alakban. Iváncs királynéi föld volt. 1291-ben Erzsébet királyné Tivadar (Theodor) fehérvári választott prépostnak, királyi alkancellárnak adta, s az adományt 1291-ben Fenenna királyné megújíttatta, s határait is leíratta.
Ez első írásos emlékünk – egy adományozó oklevél –, melyben leírják Iváncs földjét rétjeivel, erdeivel, kaszálóival, szigeteivel és minden tartozékával együtt. Iváncs a mai településtől keletre feküdt. A határleírás szerint Iváncs királynéi részének határa átterjedt a Duna keleti oldalára is, s nyugaton a nagy út határolta.
1333-ban a pápai tizedlajstromban a falu plébánosa egy garast fizetett, ami 6–10 család adója lehetett. A középkori falu, Iváncs(a), a Duna partján feküdt, Adony mai határa mellett.
A török időben elnéptelenedett.
Az 1700-as években csak mint puszta szerepel, alig félszáz lakossal.
II. József idején Iváncsapuszta népessége 74 fő, a házak száma 14, a családoké 17 volt. Benépesedése a 19. században ment végbe. Birtokosai, baracskai közbirtokosok Iváncsán építkeztek. 1830 óta működik a református iskola és imaház. 1850-ben adóközséggé szerveződött. Legjelentősebb birtokosai a Pázmándyak, Dienesek, Kazaiak, Robozok, Hollósyak, Bédyek, Kandók voltak.
1897-ben olvasókör, 1898-ban önkéntes tűzoltóegyesület alakult. A 20. század elején a népesség létszáma 1800 fő. 1907-ben a római katolikusok iskolakápolnát építettek, ez lett az új templom megépítéséig, 1985-ig a templomuk. Az első világháború nagy véráldozatot követelt: 122 hősi halottat. 1921-től az agrárnincsteleneknek házhelyet és néhány holdas parcellákat juttatnak. Ekkor épül a Szabadság és a Táncsics utca. Megalakul a Levente Egyesület, a Faluszövetség helyi szervezete, a KALOT, a KALÁSZ, a KIE, a Dalárda. 1938-ban Községi beruházás keretében megkezdődik az áramszolgáltatás bevezetése. A két világháború között díszpolgárrá választják gróf Bethlen István miniszterelnököt, Vass József népjóléti minisztert és Kozma Miklós belügyminisztert. A második világháború alatt közel három hónapig folytak itt a harcok. A hősi halottak száma 64, polgári áldozatoké 27, 1944 nyarán 14 zsidót hurcoltak el.
Az 1950-es években Iváncsa szántóföldjein jött létre Beloiannisz, Fejér megye egyik legfiatalabb települése. 1950. május 6-án indult meg a település tervezése és építése a görög polgárháborúból Magyarországra menekülők számára. A körülbelül 400 görög család számára létesítették a települést. Az építkezés rohamléptekben, önkéntes munkában folyt. Rövid idő alatt 418 nagyrészt sorházi (kisebb számban családi házas) lakás, óvoda, iskola, könyvtár, kultúrház, orvosi rendelő és tanácsház épült fel Görögfalván.

## Közélete

### Polgármesterei
- 1990–1994: Molnár Tibor (független)[5]
- 1994–1998: Molnár Tibor (független)[6]
- 1998–2002: Molnár Tibor (független)[7]
- 2002–2006: Molnár Tibor (független)[8]
- 2006–2010: Molnár Tibor (FETE)[9]
- 2010–2014: Szabó Ferenc (független)[10]
- 2014–2017: Tatár Szilvia (független)[11]
- 2017–2019: ifj. Molnár Tibor (független)[12][13]
- 2019–2024: Molnár Tibor (független)[14]
- 2024– : Molnár Tibor (Fidesz-KDNP)[15]

A településen 2017. június 25-én időközi polgármester-választást tartottak, mert az előző polgármester április elsejei hatállyal lemondott tisztségéről.

## Népesség
A település népességének változása:
| Lakosok száma | 2435 | 2498 | 2624 | 2773 | 2972 | 2932 | 2823 | 2730 | 2821 | 2794 |
|               | 1990 | 1994 | 1998 | 2001 | 2005 | 2009 | 2013 | 2016 | 2020 | 2024 |

A 2011-es népszámlálás során a lakosok 79,4%-a magyarnak, 0,2% cigánynak, 0,6% németnek, 0,2% románnak mondta magát (20,6% nem nyilatkozott; a kettős identitások miatt a végösszeg nagyobb lehet 100%-nál). A vallási megoszlás a következő volt: római katolikus 35,4%, református 14,7%, evangélikus 0,1%, görögkatolikus 0,4%, izraelita 0,1%, felekezeten kívüli 15,2% (32,6% nem nyilatkozott).
2022-ben a lakosság 90,4%-a vallotta magát magyarnak, 0,4% cigánynak, 0,4% románnak, 0,3% németnek, 0,2% görögnek, 0,1-0,1% lengyelnek, szlovénnek, ukránnak és horvátnak, 2,7% egyéb, nem hazai nemzetiségűnek (9,5% nem nyilatkozott; a kettős identitások miatt a végösszeg nagyobb lehet 100%-nál). Vallásuk szerint 25,5% volt római katolikus, 12,2% református, 0,3% evangélikus, 0,3% görög katolikus, 0,1% ortodox, 0,5% egyéb keresztény, 1,3% egyéb katolikus, 16,1% felekezeten kívüli (43,3% nem válaszolt).

## Gazdaság
A szolgáltatási szektor minden területre kiterjed. Panzió, cukrászda, posta, kiskereskedelmi egységek és természetgyógyász működik itt.
A munkanélküliségi ráta alacsony. A lakosság egy része a környező városokban (Százhalombatta, Dunaújváros, Székesfehérvár, Budapest) keres munkát.
- SK On Hungary Kft.

## Nevezetességei
- Katolikus templom
- Református templom – 1914-ben épült, neogótikus stílusban
- Helytörténeti Gyűjtemény
- Herkules szobor – a 18. században készült, 2000-ben felújítva
- Díszkút – Melocco Miklós szobrászművész alkotása
- Fejérpataky László emlékhely
- Tanuszoda (2009, Koós Károly tervei alapján)[19]
- Főtér

## Sportélete
A Községi Sportegyesület Iváncsa (KSE Iváncsa) egy 1920-ban alapított magyar labdarúgóklub. 2020–21-ben megnyerte az országos bajnokság harmadosztályát, azonban a feljutást nem vállalta. A csapat a 2022–2023-as harmadosztályú országos bajnokságot szintén az élen végezte. 2011–12-ben, 2013–14-ben, 2014–15-ben, 2015–16-ban és 2016–2017-ben megnyerte a megyei bajnokság első osztályát, 1999–2000-ben és 2002–03-ban pedig a megyei bajnokság másodosztályát.

## Testvértelepülései
Iváncsa község testvértelepülései:
- Borzont, Románia
- Beckerich, Luxemburg